# Letsile Tebogo
Letsile Tebogo, född 7 juni 2003, är en botswansk friidrottare som tävlar i kortdistanslöpning.

## Karriär
Vid världsmästerskapen i friidrott år 2023 i Budapest vann han silver på 100 meter och brons på 200 meter
Tebogo vann guld vid de olympiska sommarspelen 2024 då han slog storfavoriten Noah Lyles med ett afrikanskt rekord på 19,46 sekunder.  Guldet var Botswanas första någonsin i de olympiska spelen.